# 로랑 보키에

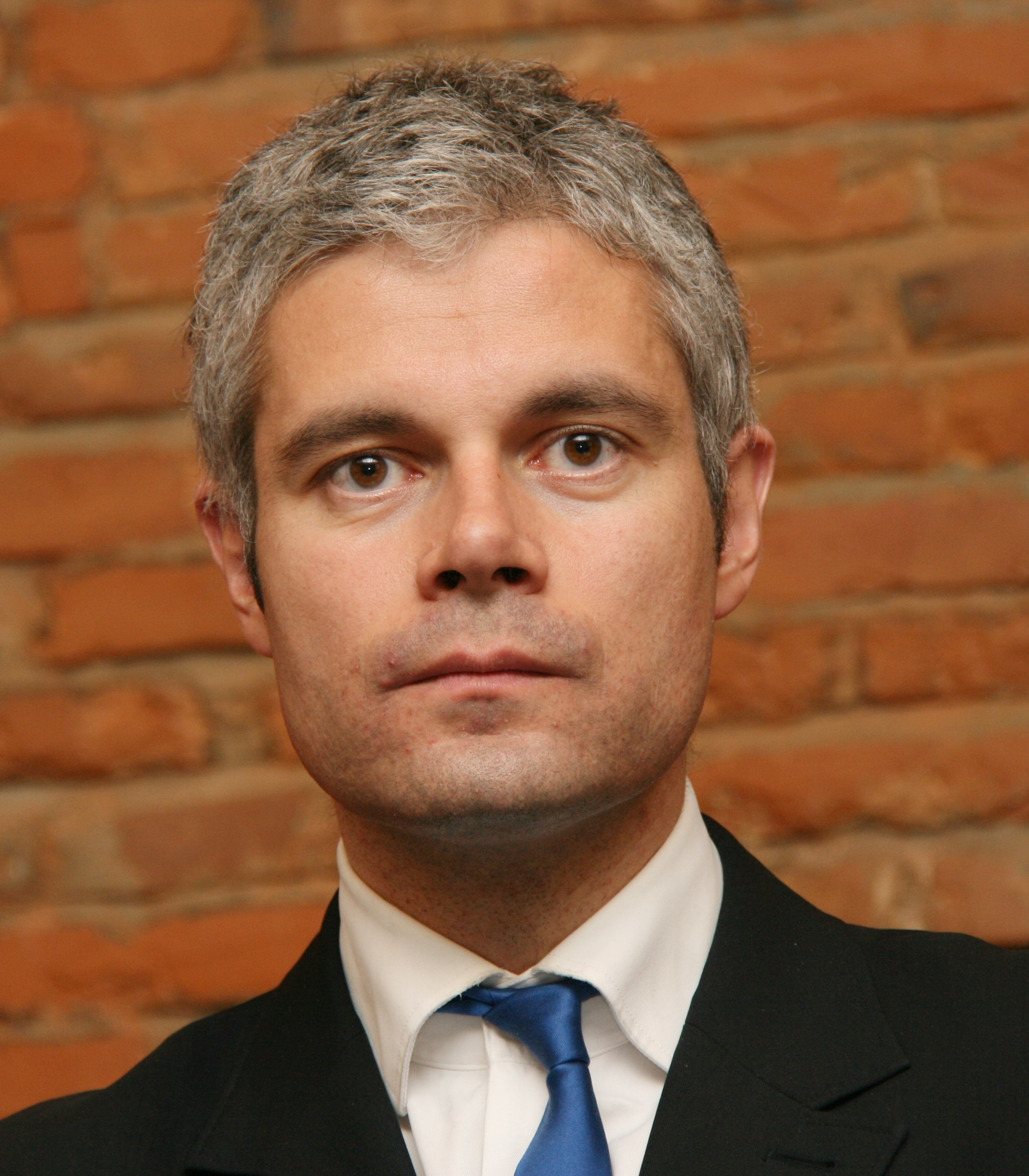
로랑 보키에

로랑 티모테 마리 보키에(프랑스어: Laurent Timothée Marie Wauquiez, [lo.ʁɑ̃ ti.mɔ.te ma.ʁi vo.kje], 1975년 4월 12일 리옹 ~ )는 프랑스의 정치인이다. 2017년 12월 10일 압도적인 득표율로 공화당 대표로 선출되었다.
그는 외무유럽부 장관을 역임한 알랭 쥐페 하에서 유럽부 장관을 지냈으며, 2008년 3월부터 프랑수아 피용 내각 하에서 경제산업고용부 장관 산하의 고용부 장관을 지냈다. 그는 또한 2007년 6월부터 2008년 3월까지 총리 산하의 국무부 장관으로서 정부 대변인 역할을 맡았다. 2016년 10월 16일 에콰도르 키토에서 열린 ORU Fogar 총회에서 2대 부총재로 선출되었다. 전문가들은 그가 당의 우경화를 주도하고 있다고 말한다.

## 역대 선거 결과
| 선거명      | 직책명                          | 대수 | 정당         | 1차 득표율 | 1차 득표수 | 2차 득표율 | 2차 득표수  | 결과 | 당락                        |
| ----------- | ------------------------------- | ---- | ------------ | ---------- | ---------- | ---------- | ----------- | ---- | --------------------------- |
| 2007년 선거 | 하원의원 (오트루아르 제1선거구) | 13대 | 대중운동연합 | 58.14%     | 34,563표   |            |             | 1위  | 오트루아르 주 하원의원 당선 |
| 2012년 선거 | 하원의원 (오트루아르 제1선거구) | 14대 | 대중운동연합 | 49.74%     | 30,916표   | 63.95%     | 36,651표    | 1위  | 오트루아르 주 하원의원 당선 |
| 2015년 선거 | 오베르뉴론알프 주지사           | 7대  | 공화당       | 31.73%     | 795,661표  | 40.62%     | 1,201,597표 | 1위  | 오베르뉴론알프 주지사 당선  |
| 2021년 선거 | 오베르뉴론알프 주지사           | 7대  | 공화당       | 43.79%     | 750,200표  | 56.66%     | 890,024표   | 1위  | 오베르뉴론알프 주지사 당선  |